# Abd al-Mun'im al-Jiliani
Al-Hakim Abu Al-Fadl Abd al-Mun'im bin Omar bin Abdullah Al-Ghassani Al-Jiliani (4 de outubro de 1136 - 1206) (Muharram 7, 531 - 603) foi um médico, escritor e poeta árabe andaluz do século XII, que viveu a maior parte de sua vida no Médio Oriente, sendo apelidado "Hakim al-Zaman", significando, em tradução livre, "grande médico do seu tempo". Era natural do povoado de Giliana ou Galiana, perto de Guadix e Granada, na Andaluzia. Mudou-se inicialmente para o Magrebe, e depois para o Levante, estabelecendo-se em Damasco, onde viveu até o fim da vida. Visitou Bagdad no ano da Hégira de 601. Respeitava e reverenciava Saladino, que elogiou profusamente. A sua obra compreendia dez coleções, entre sistemas e prosa, assim como muitos livros. Morreu em Damasco, em 1206.

## Biografia
Abu Al-Fadl Abd al-Mun'im foi também conhecido como Muhammad Abd al-Mun'im bin Omar bin Abdullah bin Ahmed bin Khader bin Malik bin Hassan Al-Ghassani Al-Malqi Al-Jilani Al-Wadi Ashi.
Nasceu no dia 7 de Muharram do ano da Hégira de 531, correspondendo a 4 de outubro de 1136 da era Cristã, na aldeia de Galiana ou Giliana, nas imediações de Guadix, perto de Granada. Aprendeu ciência moderna, passando primeiro para o Magrebe, e daí para o Levante, estabelecendo-se em Damasco. Contatou com Saladino, a quem dedicou um série de poemas elogiosos, entre os quais um enviado em 538 AH, quando Saladino chegou, no mês de Safar do mesmo ano, enquanto os francos estavam sitiados em Acre. Tudo indica que al-Hakim al-Jilani viajou muito no Levante, tornando-se médico no Hospital Real. Esteve em Bagdad no ano 601 AH.Al-Hakim Al-Jiliani morreu em Damasco, o mais tardar no ano 603 AH, correspondendo a 1206 da era cristã, ou em Dhul-Qi’dah de 602, correspondendo a junho de 1206.

## Carreira
Al-Jiliani era proficiente em medicina, sobretudo em oftalmologia, conhecendo também  matemática e filosofia, sendo também instruído no manuseamento e fabricação de químicos. Era, além disso, escritor de prosa e poesia, com um discurso seguidor do sufismo, sendo conhecido como sábio na sua época. Sobre a sua poesia, escreveu Omar Farroukh: «A sua poesia não era especialmente brilhante, mas era bom em estrofes,  sobretudo quando as usava para propósitos sábios»  Al-Dhahabi, na sua Biografia dos Nobres, escreveu, sobre Al-Jiliani: «erudito, o médico, o asceta, o místico, o letrado. .  . » 

## Obra
Al-Jiliani escreveu, entre outros, dez livros: 
- Diwan al-Hakam e o campo das palavras: sistemas, que incluem uma referência a todo corpo de conhecimento obscuro e compreensível, a toda peregrinação verdadeira para a ação e a todo caminho claro de virtude.
- Diwan de suspense ao maior público
- Diwan Adab Al-Suluk: É um discurso absoluto que inclui as palavras visionárias de sabedoria.
- “Anedotas do Apocalipse”: Inclui palavras de sabedoria absoluta em significados estranhos do Alcorão e hadith.
- “Liberation of Looking”: Inclui palavras de vocabulário de sabedoria no capítulo de discurso.
- Diwan dos Missionários e Qudsiyat: É um discurso organizado, escrito e absoluto que inclui uma descrição das guerras e conquistas em andamento e o que está relacionado a elas de forma ordenada.
- O Diwan de Ghazal, Tashbeeb, Muwashshahat, Dubit e assuntos relacionados: Organizado.
- Diwan de símiles, enigmas, símbolos, descrições e injunções: e vários propósitos em ordem.
- Diwan Tarsul e Correspondência em muitos significados e tipos de discursos, peitos e súplicas.
- Diwan de bronzeamento: a tentação da criatividade e o máximo do prazer
- "Manadah Al-Mamdah".
- “O jardim de infância de façanhas e orgulho é uma das características de Al-Malik Al-Nasir”: Salah Al-Din Al-Ayyubi, Olfa em 569 AH.
- Comentários sobre medicina
- "Atributos de drogas combinadas"
- «O colecionador dos padrões do questionador em apresentações, discursos e mensagens»
- “A abordagem da humildade para o povo da imoralidade”